# Przemyt w Anglii

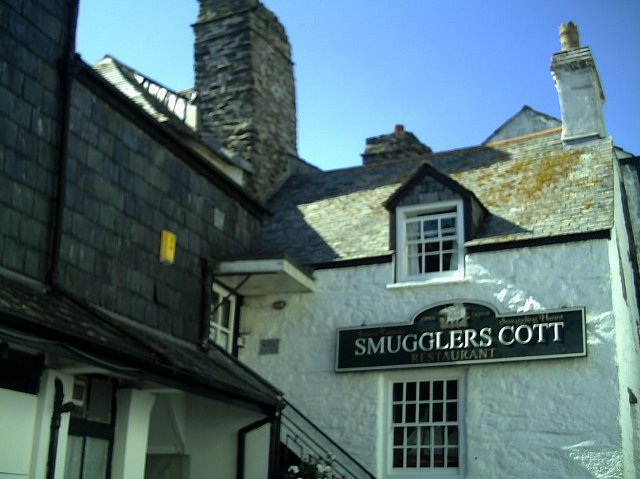
Looe, Kornwalia - dawniej melina przemytników, dziś pub

Przemyt w Anglii zjawisko gospodarcze, polityczne
W Anglii w XVIII w. wskutek wprowadzenia wysokich ceł importowych. Najsilniej rozwinięte w południowej części Anglii, zwłaszcza w Kornwalii.

## Przyczyny
Zjawisko przemytu wystąpiło w XVIII w. jako gospodarcza odpowiedź na wzrost ceł wprowadzanych przez państwa, chcące pokryć koszty działań wojennych. Osiemnastowieczne opodatkowanie importu dzieliło się na dwie kategorie, nadzorowane przez odrębne jednostki administracyjne: cło oraz akcyza, która wzrosła znacznie po wojnie domowej. Początkowo dotyczyła tylko napojów alkoholowych, później wprowadzano ją na coraz więcej produktów, np. sól, skóry, mydło (od 1688 roku). W połowie XVIII w. podatek stanowił ok. 70 proc. ceny artykułów, co walnie przyczyniło się do fali głodu w południowej Anglii.

## Przemytnicy
W tych warunkach naturalną odpowiedzią na politykę fiskalną państwa był przemyt artykułów do Anglii. Rozwinął się zwłaszcza w Kornwalii - dzielnicy o silnie rozwiniętej linii brzegowej, trudnym dostępie z morza, dzikiej i trudniej do skontrolowania przez agendy państwowe przy ówczesnym stanie techniki. Przemytem zajmowały się całe rodziny, żyły z niego również miasta. W Kornwalii istniały miejscowości, których mieszkańcy pracowali wyłącznie przy przemycie - rozładunku, transporcie w głąb kraju. Kontrabandę opłacano na początku systemem kredytów krótkoterminowych, w krótkim czasie jednak kapitał największych rodzin przemytniczych był w stanie pokryć bieżące zakupy.
Oprócz przemytu hurtowego istniał również przemyt indywidualny, na mniejszą skalę, prowadzony niezależnie przez mieszkańców Anglii. Jednak największy obrót notowały przemytnicze gangi: gang Hawkhursta, gang Aldingtona.